# (2484) Parenago
(2484) Parenago ist ein Asteroid des Hauptgürtels, der am 7. Oktober 1928 vom russischen Astronomen Grigori Nikolajewitsch Neuimin in Simejis entdeckt wurde.
Benannt ist der Asteroid nach dem russischen Astronomen Pawel Petrowitsch Parenago (1906–1960).